# 伊達勝身
伊達 勝身（だて かつみ、1943年〈昭和18年〉8月26日 - ）は、岩手県下閉伊郡有芸村（現岩泉町）出身の実業家、政治家。岩泉産業開発・岩泉乳業（現岩泉ホールディングス）各代表取締役会長、元岩泉町長（5期）。

## 経歴
1970年（昭和45年）、早稲田大学社会科学部卒業、田野畑村役場に入職。
田野畑村産業開発公社、岩泉町産業開発公社専務理事を経て、1999年（平成11年）岩泉町長に初当選した。2015年（平成27年）、無投票で5選を果たした。
2016年（平成28年）8月に台風10号が岩手県に上陸した際、町としての対応が批判された。8月30日午前9時、伊達は町内全域に避難準備情報を出し、午後2時には町役場の北側の地区に避難勧告を発令したが、東側地区には避難指示や勧告を出さなかった。結果として、東側にあった高齢者グループホームにいた人々が取り残され、入所者9人が死亡した。岩泉町ではこの9人および関連死も含めて23人が死亡し、伊達は「残念ながら油断していた。申し訳ない」と謝罪した。
2017年（平成29年）10月中旬、伊達は取材で岩泉町内のホテルに宿泊していた岩手日報社の女性記者を訪ね、記者の部屋のドアを繰り返しノックし、記者がドアを開けると部屋に入って無理やり抱き付き複数回キスをした。記者は精神的ショックで休職を余儀なくされ、岩手日報社が伊達に対し謝罪を求めたところ、伊達は台風10号豪雨への対応で2017年2月に心的外傷後ストレス障害 (PTSD) と診断されたことが原因だと回答した。当日の自身の状況について「顔を洗い髭を剃ろうとしたら突然『助けて』という声がしてきた。前の日に会食した記者が連れて行かれる幻聴に襲われ、ドアをノックして電話したら出てきて『ああ良かった』と思わずハグをした」と説明した。伊達はわいせつ行為に及んだ直後の10月25日、PTSDを理由に盛岡市内の病院に入院し、12月5日に公務復帰したが、12月8日、町議会に9日付の辞職を申し出て、全会一致で承認された。